# Beardmore Precision Motorcycles
La Beardmore Precision Motorcycles è stata una casa motociclistica britannica attiva nella costruzione di motociclette complete, negli anni venti.

## La storia

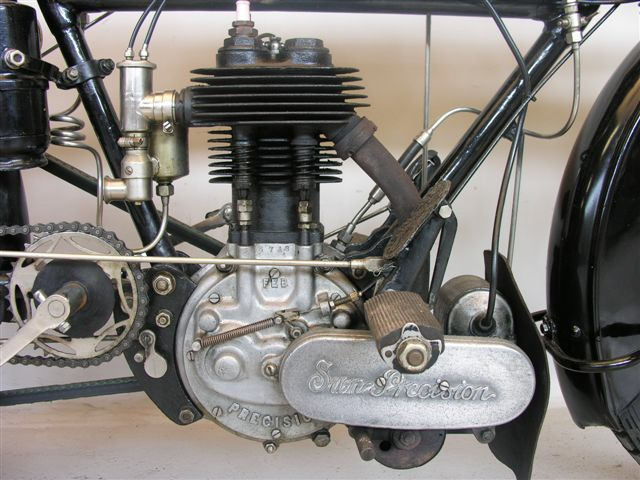
Un motore Precision del 1912

Inizialmente venne fondata da Frank E. Baker la Precision, che aveva sede a Birmingham, e che costruiva motori motociclistici che forniva anche ad altre case quali la Haden e la Sun Cycle & Fittings Company Limited. La Precision divenne molto conosciuta per le prestazioni dei suoi motori e all'Olympia Motorcycles Show che si tenne a Londra nel 1911 erano ben novantasei le motociclette dotate di motore Precison. Nel 1913 venne nominato capo ingegnere Tom Biggs ma l'anno successivo, con lo scoppio della prima guerra mondiale, la produzione venne interrotta. Nel 1918 la società arrivò ad avere ottocento dipendenti.

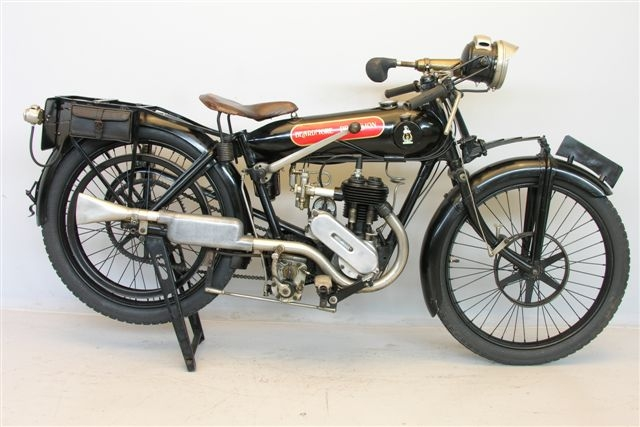
Una Beardmore Precision 350 cc del 1923

Nell'anno 1919 la Precision venne unita alla William Beardmore and Company, società scozzese impegnata nelle costruzioni navali con sede a Glasgow. Tra il 1921 e il 1924 furono prodotte le moto con il marchio Beardmore Precision. La prima motocicletta realizzata fu una moto con motore a due tempi da 350 cm³ con sospensioni dotate di molle a foglia sia sulla ruota anteriore che su quella posteriore.
A questa moto seguirono una gamma di moto dotate di motori che avevano una cilindrata che andava dai 147 ai 342 cm³. La produzione avveniva ad Alvechurch Road sempre a Birmingham.
La società venne poi venduta nel 1930 alla James Cycle Co. Baker restò come dipendente della James e continuò a realizzare i suoi progetti fino alla fine degli anni '30.

## Modelli

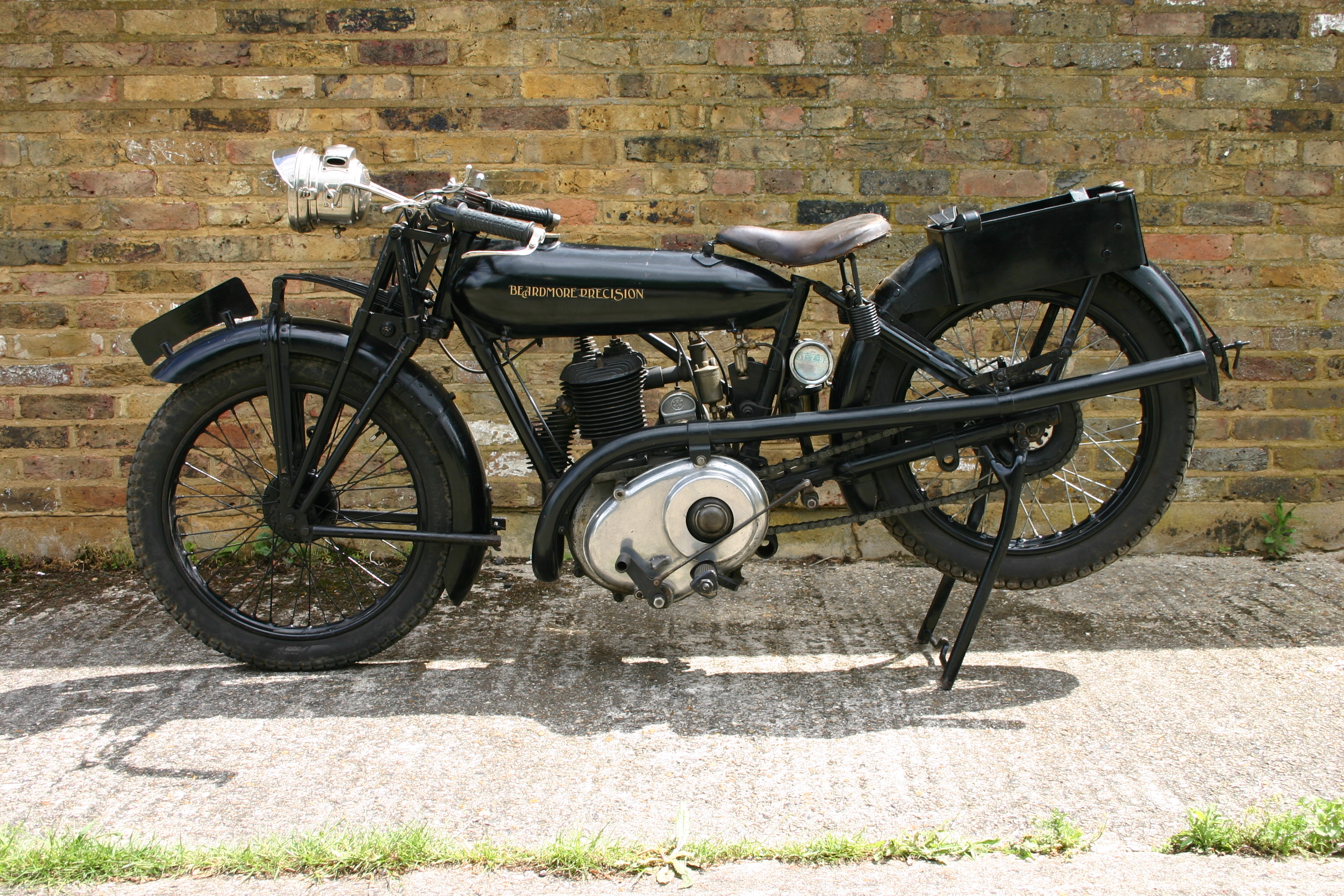

| Modello                    | Anno | Note |
| -------------------------- | ---- | --- |
| Beardmore Precision 350cm³ | 1921 | Motore a due tempi                                                                                                 |
| Beardmore Precision 250cm³ | 1924 | |
| Beardmore Precision 500cm³ | 1925 | Motore in blocco con il cambio, con sospensioni con molle a foglia e serbatoio di carburante integrato nel telaio. |